# Johann Adam Hiller
Johannn Adam Hiller (1728-1804) là nhà soạn nhạc, nhạc trưởng người Đức. Ông là người sáng tác tạo ra singspiel, một thể loại opera đặc trưng của Đức. Các vở opera của ông phần lớn có sự phố hợp với nhà thơ Christian Felix Weiße.